# Albert Thiede
Friedrich Albert Thiede (* 9. April 1844 in Nossen; † 26. Februar 1918 in Wernigerode) war ein deutscher Theaterschauspieler, Regisseur und Theaterdirektor.

## Leben und Wirken
Nach seinem Debüt, das im Jahr 1861 vermutet wird, hatte er verschiedene Engagements, bevor er 1886 Regisseur und Schauspieler am Stadttheater Brieg wurde. 1887 wechselte Thiede nach Witten und 1890 an das Stadttheater Hagen, wo er u. a. als Gesang-Komiker auftrat. 1894 führte er mit seinem Ensemble Charleys Tante in Dortmund, Hörde und Bochum erstmals auf. Später wurde er Theaterdirektor in Paderborn und von 1896 bis 1901 in Forst. 1902 wechselte er nach Stargard i. Pom. und 1907 nach Ratibor. 1910 ging er als Direktor nach Wernigerode an das dortige Kurtheater. 1912 setzte er sich in dieser Stadt zur Ruhe und starb sechs Jahre später.
Verheiratet war er mit der Schriftstellerin und Schauspielerin Marie Paris.